# Donacoscaptes gloriella
Donacoscaptes gloriella là một loài bướm đêm trong họ Crambidae.